# Orthanthera jasminiflora
Orthanthera jasminiflora är en oleanderväxtart som först beskrevs av Joseph Decaisne, och fick sitt nu gällande namn av Schinz. Orthanthera jasminiflora ingår i släktet Orthanthera och familjen oleanderväxter. Inga underarter finns listade i Catalogue of Life.